# Bronisław Malinowski (athlétisme)
Pour les articles homonymes, voir Malinowski.
Bronisław Malinowski (né le 4 juin 1951 et décédé le 27 septembre 1981) est un athlète polonais, champion olympique sur 3 000 m steeple aux Jeux olympiques d'été de 1980 à Moscou. Il mourut l'année suivante dans un accident de voiture, âgé de trente ans.

## Palmarès

### Jeux olympiques d'été
- Jeux olympiques d'été de 1972 à Munich (Allemagne de l'Ouest)
  - 4e sur 3 000 m steeple
- Jeux olympiques d'été de 1976 à Montréal (Canada)
  -  Médaille d'argent sur 3 000 m steeple
- Jeux olympiques d'été de 1980 à Moscou (Union soviétique)
  -  Médaille d'or sur 3 000 m steeple

### Championnats d'Europe d'athlétisme
- Championnats d'Europe d'athlétisme de 1974 à Rome (Italie)
  -  Médaille d'or sur 3 000 m steeple
- Championnats d'Europe d'athlétisme de 1978 à Prague (Tchécoslovaquie)
  -  Médaille d'or sur 3 000 m steeple